# Palazzo Sassetti
Palazzo Sassetti è un edificio civile del centro storico di Firenze, situato via de' Sassetti 4 angolo via degli Anselmi.

## Storia e descrizione

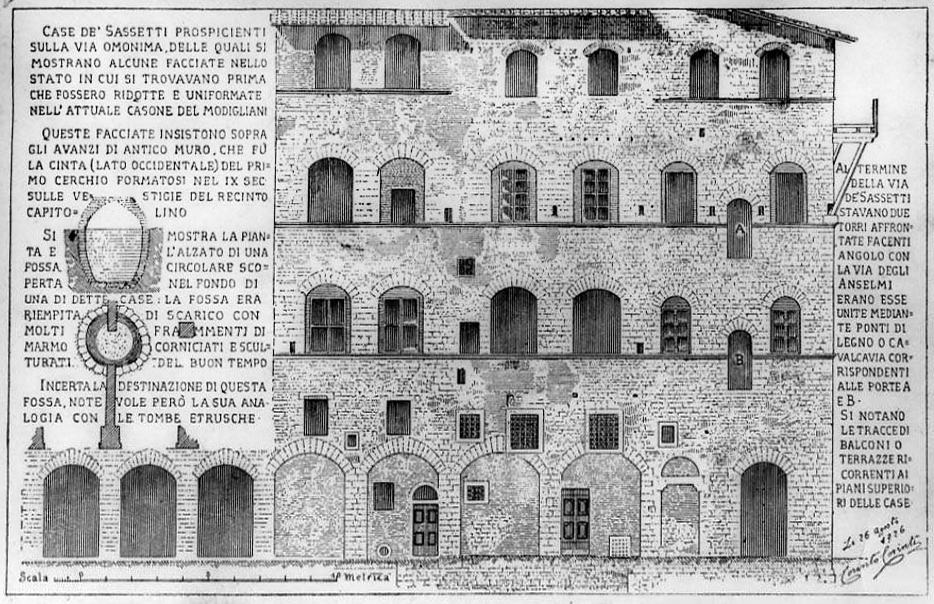
Rilievo dell'antica facciata di palazzo Sassetti su via della Torre de' Sassetti

L'edificio originario in questo sito, di fondazione trecentesca, appartenne alla famiglia Grifi, ma dopo essere stato diroccato dai ghibellini dopo la battaglia di Montaperti, venne ricostruito e abitato dalla famiglia Sassetti fino al 1651. L'ultimo di loro, Cosimo di Federico Sassetti, lasciò il palazzo alla Compagnia di Orsanmichele, affinché con gli introiti degli affitti ogni anno venisse dotata una fanciulla povera e che la torre, antico ricordo dei suoi avi, venisse mantenuta e curata. 
Pur presentandosi oggi sostanzialmente nelle forme conferitegli alla fine dell'Ottocento, durante i lavori di risistemazione dell'area, con una significativa trasformazione sia di un antico palazzo Sassetti sia di altre fabbriche, già di proprietà degli stessi Sassetti e degli Anselmi, peraltro tagliate per l'ampliamento delle strade su cui si affacciano. Per le tracce che conserva di queste preesistenze il palazzo è stato segnalato come uno dei pochi edifici della zona scampato alle demolizioni dell'antico centro ma, sostanzialmente, è da considerare un esempio, per quanto notevole, di ricostruzione in stile. L'edificio originale infatti, nella stretta via "della Torre de' Sassetti", sporgeva molto più a ovest, abbracciando a "L" palazzo Anselmi fino a via Strozzi, con una facciata tutta rivestita di bugnato rustico a mo' di fortezza, e aveva aperture irregolari, evidenziando come in origine l'edificio avesse inglobato varie strutture, tra cui una torre, appunto, appartenuta a questa famiglia. Al piano terra si susseguivano in fila fondaci e botteghe, con aperture rinforzate da archi a sesto ribassato. Solo da una porticina più stretta, incuneata tra quei fondaci, si accedeva a una scalinata che portava ai piani superiori. Tra le ultime coppie di finestre a destra, due aperture non allineate con la scansione dei piani dovevano originariamente collegare con gli edifici antistanti tramite pontili o cavalcavia lignei.
Così Gian Luigi Maffei: "l'assetto attuale falsa totalmente la stesura originaria ipotizzabile solo dai flessi delle murature, dalle irregolarità degli interassi e dalla diversità della forma e della struttura delle finestre". In particolare gli interni furono stravolti alla fine dell'Ottocento durante la proprietà Modigliani per adattare l'edificio ad albergo: la stessa letteratura indica qui nel 1910 e ancora nel 1924 l'Albergo Metropoli e Londra (Hotel Métropole et Londres). Acquistato nel 1917 dalla banca C. Steinhauslin l'edificio fu a più riprese interessato da ulteriori lavori finalizzati a rispondere alle nuove esigenze dell'istituto. In particolare è da ricordare il cantiere aperto poco dopo il 1960 e diretto dall'architetto Ferdinando Poggi e quello del 1980, diretto dall'architetto Giulio Cesare Lensi Orlandi (ditta esecutrice Mugelli Costruzioni). Tali interventi, se furono sostanzialmente di riconfigurazione per quanto riguarda gli interni, furono invece di restauro per quanto concerne gli esterni, peraltro integrati ma non stravolti durante la proprietà Modigliani. 
Della fabbrica medievale è mantenuta in particolare la parte a bozzato del piano terreno, fino all'imposta degli archi, oltre ad alcuni elementi architettonici. La specchiatura intonacata con lo scudo recante l'arme dei Sassetti (d'argento, alla banda d'azzurro, bordata d'oro) è da riferire all'intervento tardo ottocentesco dei Modigliani. L'edificio termina con una ricca ed ampia gronda alla fiorentina, poggiante su travi e travicelli intagliati. Ancora più semplice è il disegno su via degli Anselmi, in cui restano costanti solo le aperture delle finestre, su pareti lisce.

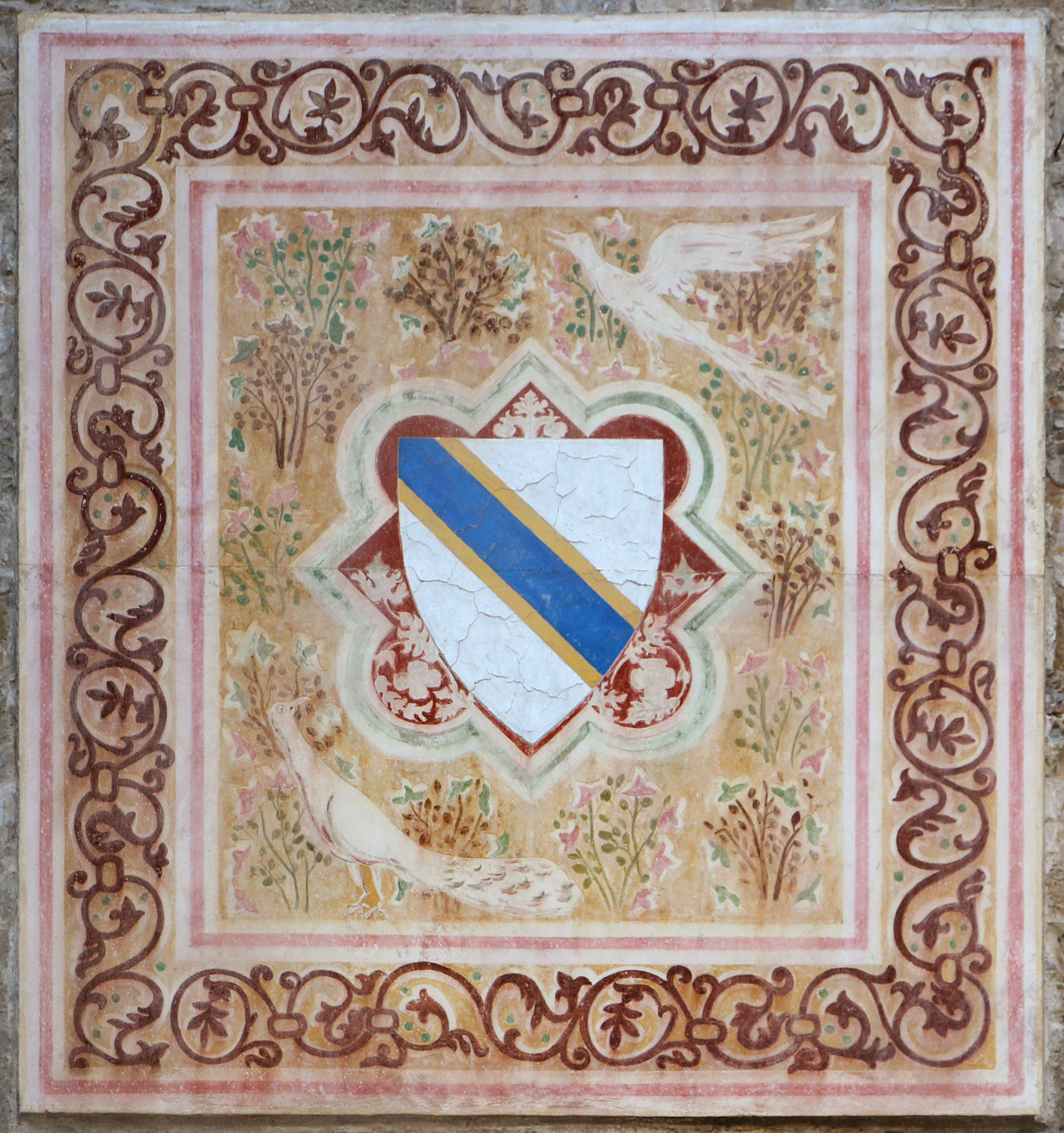
Lo stemma Sassetti